# قصيدة البردة (البوصيري)
قصيدة البُردة أو قصيدة البُرأة أو الكواكب الدريَّة في مدح خير البرية، أحد أشهر القصائد في مدح النبي محمد (صل الله عليه وسلم)، كتبها محمد بن سعيد البوصيري في القرن السابع الهجري الموافق القرن الحادي عشر الميلادي. وقد أجمع معظم الباحثين على أن هذه القصيدة من أفضل وأعجب قصائد المديح النبوي إن لم تكن أفضلها، حتى قيل: إنها أشهر قصيدة مدح في الشعر العربي بين العامة والخاصة. وقد انتشرت هذه القصيدة انتشارًا واسعًا في البلاد الإسلامية، يقرأها بعض المسلمون في معظم بلاد الإسلام كل ليلة جمعة. وأقاموا لها مجالس عرفت بـ مجالس البردة الشريفة، أو مجالس الصلاة على النبي. يقول الدكتور زكي مبارك: «البوصيري بهذه البردة هو الأستاذ الأعظم لجماهير المسلمين، ولقصيدته أثر في تعليمهم الأدب والتاريخ والأخلاق، فعن البردة تلّقى الناس طوائف من الألفاظ والتعابير غنيت بها لغة التخاطب، وعن البردة عرفوا أبوابًا من السيرة النبوية، وعن البردة تلّقوا أبلغ درس في كرم الشمائل والخلال. وليس من القليل أن تنفذ هذه القصيدة بسحرها الأخاذ إلى مختلف الأقطار الإسلامية، وأن يكون الحرص على تلاوتها وحفظها من وسائل التقرب إلى الله والرسول». وعلى الرغم من أن بردة البوصيري لها هذا التبجيل والمكانة الأدبية، إلا أن علماء السلفية انتقدوا القصيدة لِمَا يرونه من غلو في مدح النبي محمد، ويرون أنها تحتوي على "ألفاظ كفرية ومخالفات شرعية".

## سبب نظمها
يقول البوصيري عن سبب نظمه لهذه القصيدة: كنت قد نظمت قصائد في مدح رسول الله صلى الله عليه وآله وسلم، منها ما اقترحه عليّ الصاحب زين الدين يعقوب بن الزبير، ثم اتفق بعد ذلك أن داهمني الفالج (الشلل النصفي) فأبطل نصفي، ففكرت في عمل قصيدتي هذه فعملتها واستشفعت بها إلى الله في أن يعافيني، وقررت إنشادها، ودعوت، وتوسلت، ونمت فرأيت النبي فمسح على وجهي بيده المباركة، وألقى عليّ بردة، فانتبهت ووجدتُ فيّ نهضة، فقمت وخرجت من بيتي، ولم أكن أعلمت بذلك أحداً، فلقيني بعض الفقراء فقال لي: أريد أن تعطيني القصيدة التي مدحت بها رسول الله صلى الله عليه وآله وسلم، فقلت: أي قصائدي؟ فقال: التي أنشأتها في مرضك، وذكر أولها وقال: والله إني سمعتها البارحة وهي تنشد بين يدي رسول الله صلى الله عليه وآله وسلم، وأعجبته وألقى على من أنشدها بردة. فأعطيته إياها. وذكر الفقير ذلك وشاعت الرؤيا. وقد كتب البوصيري ميمية البردة من 167 بيتا 

## مقطع منها

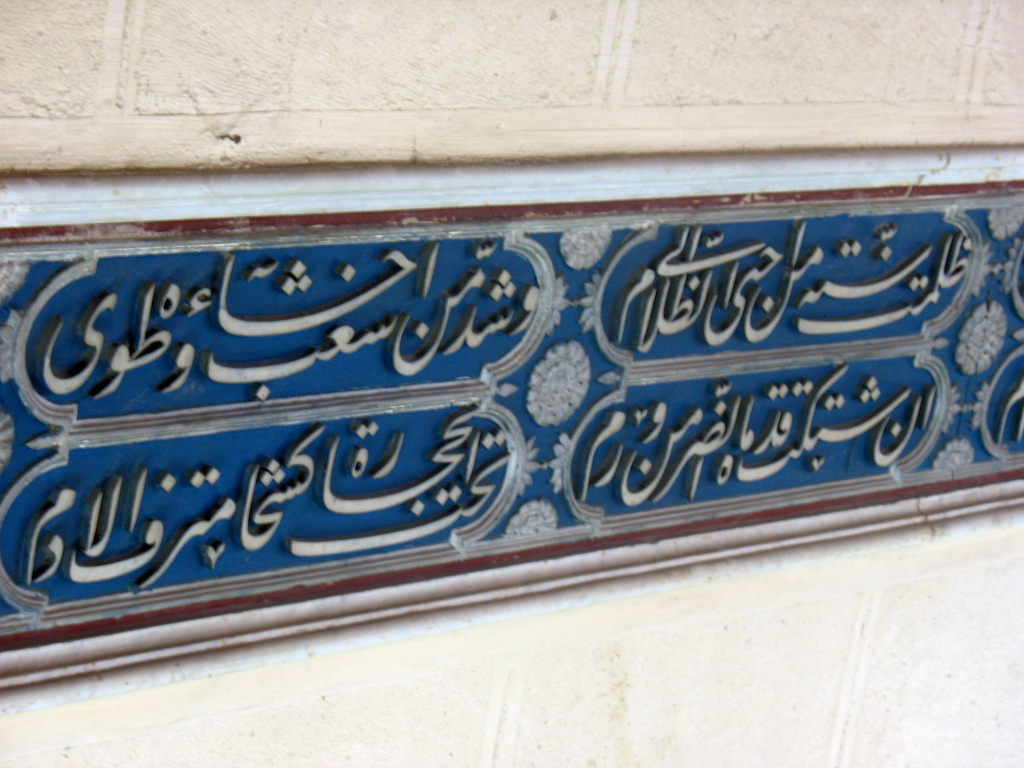
جزء من قصيدة البردة للبوصيري بالإسكندرية

## فصولها
تقع قصيدة البردة في عشرة فصول هي بالترتيب:
- الفصل الأول: في الغزل وشكوى الغرام.
- الفصل الثاني: في التحذير من هوى النفس.
- الفصل الثالث: في مدح سيد المرسلين.
- الفصل الرابع: في مدح مولــده.
- الفصل الخامس: في معجزاته.
- الفصل السادس: في شـرف القرآن ومدحه.
- الفصل السابع: في إسرائه ومعراجه.
- الفصل الثامن: في جهاد النبي.
- الفصل التاسع: في التوسل بالنبي.
- الفصل العاشر: في المناجاة وعرض الحاجات.

## معارضتها
ألهمت البردة الكثيرين من الشعراء والأدباء والعوام على مر العصور، وأشهر من نهج على نهج البوصيري هو أمير الشعراء أحمد شوقي من 191 بيت  ، وقد غنت أم كلثوم هذه القصيدة، يقول شوقي في مطلعها:
والشاعر المعاصر خالد الشيباني أنشأ قصيدة أنوار البردة التي تجاوز فيها عدد أبيات قصيدتي البوصيري وأحمد شوقي متبعا نفس الوزن من بحر البسيط والقافية الميمية فقد تجاوزت أبيات قصيدة «أنوار البردة» للشيباني الخمسمائة بيت وكتبها على مدار أكثر من عامين لتصبح أطول قصيدة كتبت على غرار البردة  ؛ كما التزم «الشيباني» بما لم يلتزم به البوصيري وشوقي أو أي ممن كتب قصيدة على غرار بردة البوصيري بأن التزم بكون أبياتها دون تكرار كلمة بنفس الرسم في القافية أو حتى نهاية الشطر الأول لتكون متفردة في حب رسول الله ﷺ ومن أبياتها:
- كما سار الكثيرون على نهج قصيدة البردة على نفس الوزن والقافية ومنهم من كتب على قافية مغايرة كالشاعر تميم البرغوثي.

## شُرَّاحها
شرح قصيدة البردة عدد كبير من أئمة المسلمين واعتنوا بها اعتناء كبيرا، فمنهم:
- شهاب الدين القسطلاني: المتوفى سنة 923 هـ، وسمى شرحه على البردة الأنوار المُضية في شرح الكواكب الدُرية.
- جلال الدين المحلي: المتوفى سنة 864 هـ وهو صاحب كتاب (تفسير الجلالين) وكتاب (شرح الورقات في أصول الفقه).
- الزركشي: صاحب كتاب (البرهان في علوم القرآن) المتوفى سنة 794 هـ.
- اللغوي خالد الأزهري: مؤلف كتاب (موصل الطلاب إلى قواعد الإعراب) المتوفى سنة 905 هـ.
- إبراهيم الباجوري: صاحب كتاب (شرح جوهرة التوحيد) المتوفى سنة 1276 هـ.
- النحوي ابن هشام الحنبلي المتوفى سنة 761ه فقد شرح قصيدة البردة شرحاً لغوياً سماهُ الكواكب الدرية.
- محمد بن أحمد ابن مرزوق التلمساني: صاحب كتاب (مفتاح الوصول إلى بناء الفروع على الاصول) المتوفى سنة 842 هـ.
- ابن العماد الحنبلي: صاحب كتاب «شذرات الذهب» المتوفى سنة 808 هـ.
- زكريا الأنصاري: المتوفى سنة 926هـ وسماهُ الزبدة الرائقة في شرح البردة الفائقة.
- محمد علي بن علاَّن الصدّيقي المكي: شرح البردة وسماه الذخر والعدة في شرح البردة.
- ابن الصائغ: المتوفى سنة 776 هـ.
- علاء الدين البسطامي: المتوفى سنة 875 هـ.
- محمد بن عبد الله بن مرزوق المالكي المغربي: المتوفى سنة 781 هـ.
- القاضي بحر بن رئيس الهاروني المالكي.
- علي القصاني: المتوفى سنة 891 هـ.
- ابن حجر الهيتمي: وسماهُ العمدة في شرح البردة.
- العلامة السيد عمر بن أحمد أفندي الخربوتي وسماه عصيدة الشهدة شرح قصيدة البردة

ومن المعاصرين:
- الشيخ عمر عبد الله كامل: وسمَّاه البلسم المريح من شفاء القلب الجريح.
- الشيخ محمد عيد عبد الله يعقوب الحسيني: وسماه الشرح الفريد في بردة النبي الحبيب.
- مفتي الديار الهندية الشيخ محمد أختر رضا خان الأزهري الحنفي القادري: وسمَّاه الفردة في شرح البردة .
- محمد يحيى الحلو: وسمَّاه البُردَة: شرحًا وإعرابًا وبلاغة (مراجعة وإشراف محمد علي حمد الله)

وقد شرحها الشيخ علي عثمان جرادي الصيداوي الحنفي في كتاب أسماه: «النفحات اللطيفة على البردة الشريفة»، طُبع طبعة أولى في مركز علوم الحديث الشريف - دمشق، وستصدر طبعة ثانية في دار الكتب العلمية - بيروت قريبا بإذن الله تعالى

## ترجمتها
تُرجمت قصيدة البردة إلى الفرنسية سنة 1822، ترجمها المستشرق سلفستر دو ساسي.
وتُرجمت أيضًا سنة 1894، ترجمها روني باسي.

## انتقادها
انتقد عدد من علماء السلفية بردة البوصيري بادِّعاء وقوع البوصيري في بعض الشرك، ومن أشهر منتقديها الشيخ محمد بن عبد الوهاب والشيخ محمد ناصر الدين الألباني والشيخ عبد العزيز بن باز والشيخ محمد بن صالح العثيمين والشيخ صالح الفوزان والشيخ عبد الرحمن بن حسن آل الشيخ وغيرهم.
قال الشيخ عبد العزيز بن باز مفتي المملكة العربية السعودية سابقًا:
"لقد أخطأ البوصيري في "بردته" حيث قال:
فإن لي ذمة منه بتسميتي.. محمَّداً وهو أوفى الخلق بالذمم. وأخطأ خطأ أكبر من ذلك بقوله:
يا أكرم الخلق ما لي من ألوذ به ***** سواك عند حلول الحادث العمم
إن لم تكن في معادي آخذا بيدي ***** فضلا وإلا فقل يا زلة القدم
فإن من جودك الدنيا وضرتها ***** ومن علومك علم اللوح والقلم
"فجعل هذا المسكين لياذه في الآخرة بالرسول محمد دون الله، وذكر أنه هالك إن لم يأخذ بيده، ونسي الله الذي بيده الضر والنفع والعطاء والمنع، وهو الذي ينجي أولياءه وأهل طاعته، وجعل الرسول هو مالك الدنيا والآخرة وأنها بعض جوده وجعله يعلم الغيب وأنمن علومه علم ما في اللوح والقلم وهذا كفر صريح وغلو ليس فوقه غلو نسأل الله العافية والسلامة. فإن كان مات على ذلك، ولم يتب: فقد مات على أقبح الكفر والضلال، فالواجب على كل مسلم أن يحذر هذا الغلو، وألا يغتر بـ "البردة" وصاحبها والله المستعان ولا حول ولا قوة إلا بالله" انتهى.
قال الشيخ عبد الرحمن بن حسن آل الشيخ في رسالة إلى عبد الخالق الحفظي: "فقد بلغنا من نحو سنتين: اشتغالكم ببردة "البوصيري"، وفيها من الشرك الأكبر ما لا يخفى، من ذلك قوله: "يا أكرم الخلق ما لي من ألوذ به سواك" إلى آخر الأبيات، التي فيها طلب ثواب الدار الآخرة من النبي محمد وحده".

## وصلات خارجية
- قصيدة البردة على موقع بوابة الشعراء.
- كتب وأناشيد تتعلق بقصيدة البردة
- نص قصيدة البردة
- قراءة في قصيدة البوصيري
- يوتيوب: قصيدة البردة بإنشاد مغربي على يوتيوب
- يوتيوب: قصيدة البردة بإنشاد دمشقي على يوتيوب
- يوتيوب: قصيدة البردة بإنشاد يمني على يوتيوب